# Нджесути
Нджесути (Njesuthi) — гора на границе ЮАР и Лесото.
Находится гора Нджесути на юге африканского континента в Драконовых горах. Является одной из наиболее высоких точек ЮАР: 3410 метров над уровнем моря.